# ABU Radio Song Festival 2015
Das ABU Radio Song Festival 2015 war die dritte Ausgabe des jährlich stattfindenden ABU Radio Song Festivals. Das Festival, welches kein Wettbewerb ist, fand am 29. Mai 2015 im Nationaltheater von Rangun statt. Obwohl das Radio Festival ursprünglich nur jedes zweite Jahr ausgetragen werden sollte, entschied man sich, es ab 2014 jährlich abzuhalten. Von den 17 Beiträgen, die eingesandt wurden, durften nur zehn am Festival teilnehmen. Neben dem Gastgeber aus Myanmar gab der Inselstaat Malediven sein Debüt.

## Austragungsort

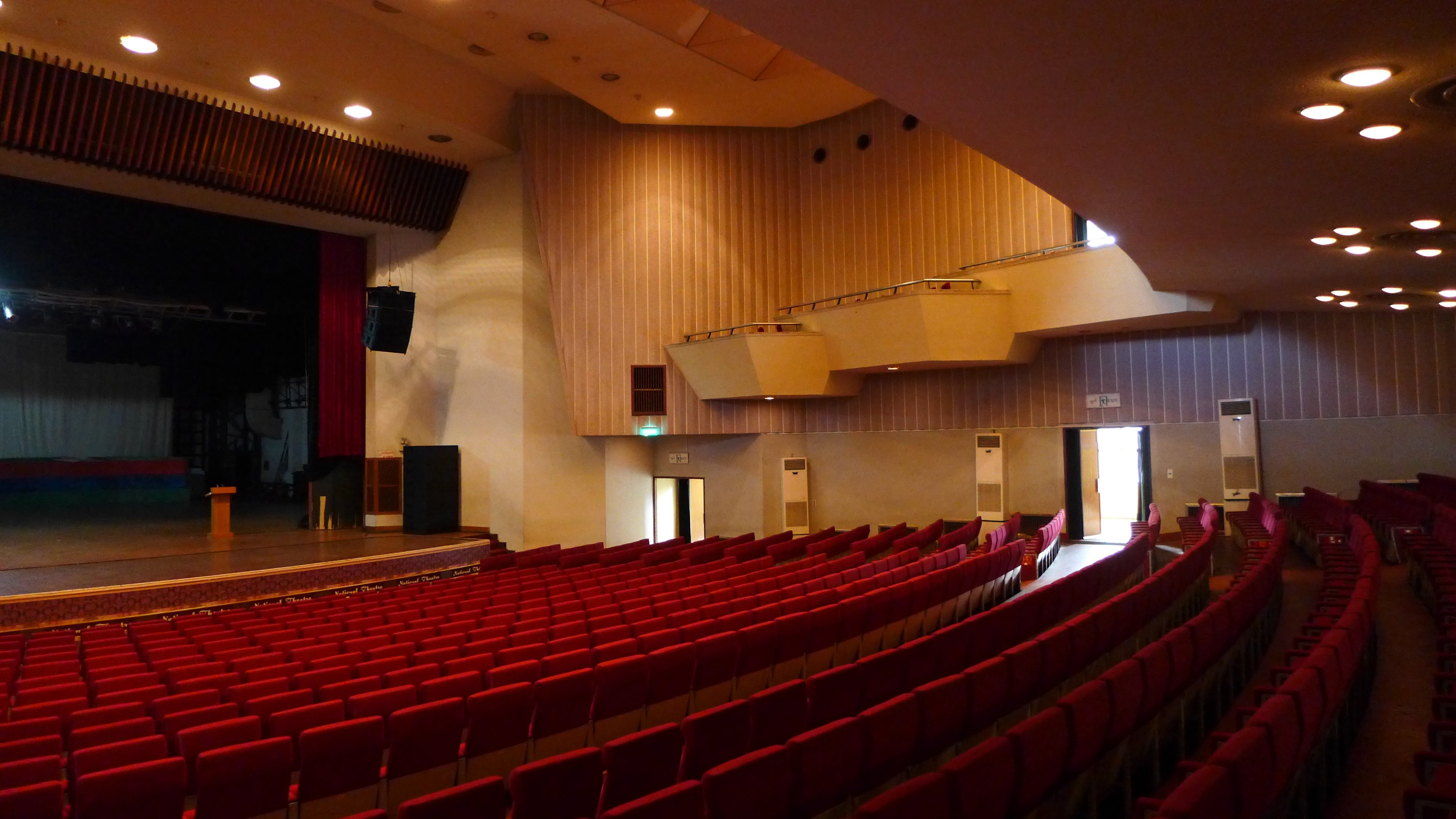
Austragungsort

Länder, 2015 teilgenommen haben
Länder, die in der Vergangenheit teilgenommen haben, jedoch nicht 2015

Rangun ist eine Stadt in Myanmar und Hauptstadt des Verwaltungsbezirks Yangon-Division. Mit rund 4,4 Millionen Einwohnern in der eigentlichen Stadt und 5.990.318 Einwohnern in der Agglomeration ist Rangun die größte Stadt und das industrielle Zentrum des Landes. Bis zum Jahr 2005 war Rangun die Hauptstadt Myanmars, der Regierungssitz wurde nach Naypyidaw verlegt.
Das Nationaltheater von Rangun wurde 1991 eröffnet und hauptsächlich durch die Volksrepublik China finanziert.

## Austragender Fernsehsender
Als Mitglied der ABU trug „Myanmar Radio und Fernsehen“ (MRTV) das 3. ABU Radio Song Festival aus. Im Gegensatz zum Eurovision Song Contest findet die asiatische Variante in Form eines TV- und eines Radio-Festivals statt. Das 3. ABU Radio Song Festival fiel zeitlich mit dem Event Radio Asia 2015 zusammen, das vom 28. bis zum 30. Mai 2015 stattfand. Der Intervalact wurde am 10. Mai 2015 vorgestellt.

## Teilnehmer
Insgesamt 17 Beiträge wurden eingereicht, unter anderem erstmals aus Myanmar, Palästina und den Malediven. Vietnam und Indonesien kehrten zum Festival zurück, Australien und der Iran zogen sich zurück.
Folgende zehn Beiträge wurden durch die ABU ausgewählt:
| Startnr. | Land       | Sprache               | Interpret                               | Lied               | Ungefähre Bedeutung im Deutschen |
| -------- | ---------- | --------------------- | --------------------------------------- | ------------------ | -------------------------------- |
| 1        | Myanmar    | Burmesisch            | Jewel & Eastern                         | Mingalar Bar       | Mach Gutes                       |
| 2        | Brunei     | Malaysisch            | Dila                                    | Aku milik orang    | Ich gehöre zu Leuten             |
| 3        | Indien     | Hindi                 | Peepal Three                            | Naysi kushi        | Neue Fröhlichkeit                |
| 4        | Indonesien | Indonesisch, Englisch | Billy Talahatu                          | Harmonize The Soul | Die Seele in Einklang bringen    |
| 5        | Südkorea   | Koreanisch            | Jaewon Jung                             | View               | Sicht                            |
| 6        | Malediven  | Dhivehi               | Moosa Mausoof                           | Farima             | –                                |
| 7        | Singapur   | Malaysisch            | Sufie Rashid                            | Tiada pengganti    | Kein Ersatz                      |
| 8        | Myanmar    | Burmesisch            | Min Theik Di, Ko Linn & May Ingyin Thaw | Peaceful Earth     | Friedvolle Erde                  |
| 9        | Thailand   | Thai                  | Jack’s Fruit Band                       | Ban khong rao      | Mein Zuhause                     |
| 10       | Vietnam    | Vietnamesisch         | Dinh Thi Thanh Le                       | Nguyen tai tue     | Nahe der Küste                   |

Sieben Beiträge blieben übrig, davon waren drei nicht vorzeitig zurückgezogen worden:
| Land       | Sprache     | Interpret           | Lied                  | Ungefähre Bedeutung im Deutschen |
| ---------- | ----------- | ------------------- | --------------------- | -------------------------------- |
| Indien     | Englisch    | Padavi Deshmukh     | Voice Of Women        | Stimme der Frauen                |
| Indonesien | Indonesisch | Sisca Christin Dama | Selangkah lebih dekat | Ein Schritt näher                |
| Malediven  | Dhivehi     | Zing Band           | Khiyaar               | Option                           |

Die vier verbleibenden Beiträge wurden aus verschiedenen Gründen nicht eingereicht:
| Land      | Sprache    | Interpret                                    | Lied                      | Ungefähre Bedeutung im Deutschen |
| --------- | ---------- | -------------------------------------------- | ------------------------- | -------------------------------- |
| Malaysia  | Malaysisch | Rasyidah Abd Rahim                           | Selingkuh kasih           | Trügerische Liebe                |
| Pakistan  | Urdu       | Shakeel Mahota                               | Pakistan Tu Meri Jaan Hai | Pakistan ist mein Leben          |
| Palästina | Arabisch   | Dalal Abu Amned                              | Beredak                   | Deins                            |
| Sri Lanka | Englisch   | Shadir Ahmed & Wishmi Tharusha Hettiarachchi | Celebrate Us (Children)   | Feiert uns (Kinder)              |

## Andere Länder
- Vanuatu: Am 13. März gab Radio Australia, das 2012 für Vanuatu angetreten war, bekannt, dass es 2015 nicht teilnehmen wird.[7]

## Übertragung
Jedes teilnehmende Land wurde darum gebeten, die Veranstaltung während ihres Sendeprogramms, zusammen mit eingeblendeten Kommentaren und Informationen zum Festival in der Landessprache, auszustrahlen.
- Brunei – Radio Televisyen Brunei (RTB)
- Indonesien – Radio Republik Indonesia (RRI)
- Myanmar – Myanmar Radio und Fernsehen (MRTV)